# Наспа
Наспа (бел. Наспа) — деревня в Губичском сельсовете Буда-Кошелёвского района Гомельской области Белоруссии.

## География

### Расположение
В 13 км на запад от районного центра и железнодорожной станции Буда-Кошелёвская, 54 км от Гомеля.

### Гидрография
Река Черемха (приток реки Днепр).

## Транспортная сеть
По автомобильной дороге Жлобин — Гомель. Планировка состоит из чуть искривленной широтной улицы, пересекаемой на востоке короткой прямолинейной улицей. Жилые строения размещены и на юге от реки. Застройка двусторонняя, деревянными домами усадебного типа.

## История
По письменным источникам известна с конца XIX века как деревня в Недайской волости Гомельского уезда Могилёвской губернии. Помещики Иолшины имели в 1835 году в деревне и окрестностях 11 169 десятин земли. С 1856 года по 1661 год работал сахарный завод (принадлежал В. В. Иолшину), на котором в 1859 году произведено 342 пуда сахарного песка, работали 122 рабочих. После отмены в 1861 году крепостного права жителя деревни отказались отбывать барщину (три дня в неделю). Для их усмирения была вызвана воинская команда. В фольварке с 1865 года работал бересто-дегтярный, с 1878 года — смоляно-дегтярный завод (5 рабочих). По переписи 1897 года находились: школа грамоты, хлебозапасный магазин, 2 ветряные мельницы, трактир, круподробилка. В фольварке водяная мельница. В 1903 года действовала лесопилка (50 рабочих), с 1908 года винокурня и винная лавка. С 1907 года работало народное училище (49 учеников). В 1909 году в селе 556 десятин земли, в фольварке 1131 десятин земли. Работали кирпичный завод (в 1913 году 37 рабочих), винная лавка, приёмный покой. От пожара 30 мая 1911 года сгорел стеклозавод Кудрина, который действовал в фольварке с 1898 года.
Польские войска в 1920 году почти полностью сожгли деревню. Отстроенный стеклозавод динамично развивался: росло производство, строился рабочий посёлок, действовали мельница, кузница, магазин, училище по подготовке специалистов по производству стекла. 25 октября 1923 года сильная буря разрушила здания завода и многие другие постройки. После этого завод не восстанавливался. В 1924 году открыта 4-летняя школа, для которой в том же году построили здание.
В 1925 году в Губичском сельсовете Буда-Кошелёвского района Бобруйского округа. В 1930 году организован колхоз. Во время Великой Отечественной войны погиб 91 житель деревни. В 1959 году в составе колхоза имени Ф. Энгельса (центр — деревня Губичи).

## Население

### Численность
- 2004 год — 23 хозяйства, 30 жителей.

### Динамика
- 1897 год — 83 двора, 611 жителей; в фольварке 61 житель (согласно переписи).
- 1909 год — 118 дворов 779 жителей; в фольварке 8 дворов, 25 жителей.
- 1925 год — 167 дворов.
- 1959 год — 328 жителей (согласно переписи).
- 2004 год — 23 хозяйства, 30 жителей.